# Deltshevia
Deltshevia là một chi nhện trong họ Hersiliidae.